# Limani
Limani este un film românesc din 2015 regizat de Viorel Sergovici jr.. Rolurile principale au fost interpretate de actorii Monica Bîrlădeanu, Frantz Turner.

## Distribuție
Distribuția filmului este alcătuită din:
- Daniel Haresh — Tamin
- Bogdan Mălăele — Tânărul senator
- Claudiu Trandafir — Paul Gorun
- Marcel Negruți — Notar
- Marian Negrescu
- George Zamfir — Bodyguard
- Frantz Turner — Frank
- Gabriel Duțu — Nick
- Dragoș Marinescu — Jucător
- Vlad Alecu — Costel
- Oltin Hurezeanu
- Dragoș Săvulescu — Roberto
- Monica Bîrlădeanu — Laura
- James Longshore — Brian
- Silva Helena Schmidt — Flory
- Raluca Iurașcu — Melisa
- Mircea Diaconu — Iorgu